# Nastri d'argento 2016
Els Nastri d'argento 2016 foren la 71a edició de l'entrega dels premis Nastro d'Argento (Cinta de plata) que va tenir lloc el 2 de juliol 2016 al teatre grecoromà de Taormina. a la inauguració del Taormina Film Fest. Fou presentada per Matilde Gioli i retransmès per Rai Uno. Les candidatures foren fetes públiques el 31 de maig de 2016 al MAXXI - Museo nazionale delle arti del XXI secolo.

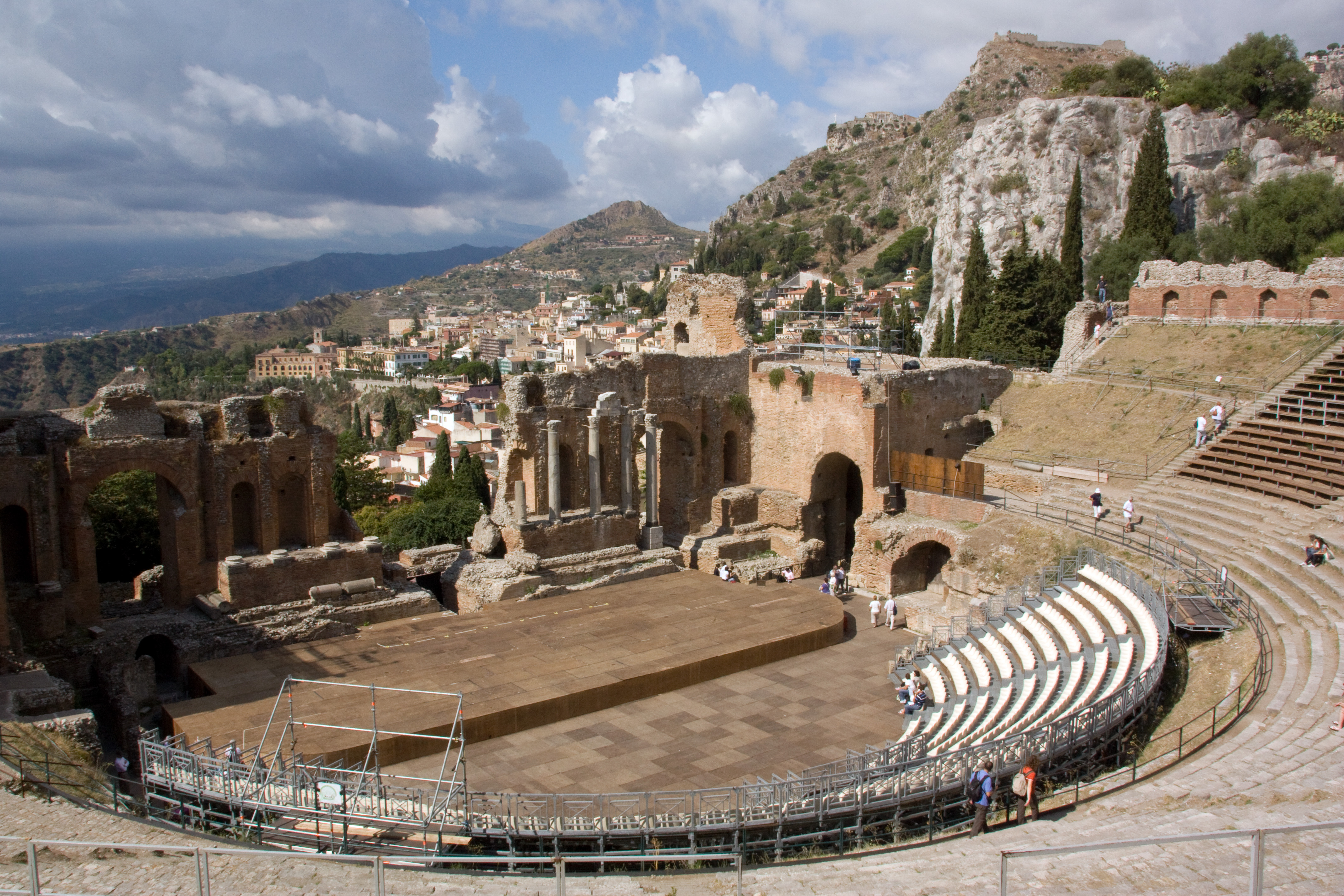
El Teatre de Taormina on s'entreguen els premis.

## Guanyadors

### Millor director
- Paolo Virzì - La pazza gioia
- Roberto Andò - Le confessioni
- Claudio Cupellini - Alaska
- Giuseppe M. Gaudino - Per amor vostro
- Stefano Sollima - Suburra

### Millor director novell
- Gabriele Mainetti - Lo chiamavano Jeeg Robot
- Ferdinando Cito Filomarino - Antonia.
- Carlo Lavagna - Arianna
- Piero Messina - L'attesa
- Giulio Ricciarelli – La conspiració del silenci (Im Labyrinth des Schweigens)

### Millor pel·lícula de comèdia
- Perfetti sconosciuti de Paolo Genovese
- Dobbiamo parlare de Sergio Rubini
- Io e lei de Maria Sole Tognazzi
- Natale col boss de Volfango De Biasi
- Quo vado? de Gennaro Nunziante

### Millor productor
- Pietro Valsecchi - Quo vado?, Chiamatemi Francesco - Il Papa della gente i Non essere cattivo
- Marco Belardi - La pazza gioia i Perfetti sconosciuti
- Fabrizio Donvito, Benedetto Habib i Marco Cohen - Alaska i Un posto sicuro
- Nicola Giuliano, Francesca Cima i Carlotta Calori - Io e lei i Un bacio
- Gabriele Mainetti - Lo chiamavano Jeeg Robot

### Millor argument
- Ivan Cotroneo, Francesca Marciano i Maria Sole Tognazzi - Io e lei
- Francesco Calogero - Seconda primavera
- Alberto Caviglia - Pecore in erba
- Francesco Ghiaccio i Marco D'Amore - Un posto sicuro
- Adriano Valerio i Ezio Abbate - Banat - Il viaggio

### Millor guió
- Paolo Virzì i Francesca Archibugi - La pazza gioia
- Sergio Rubini, Carla Cavalluzzi i Diego De Silva - Dobbiamo parlare
- Nicola Guaglianone i Menotti - Lo chiamavano Jeeg Robot
- Filippo Bologna, Paolo Costella, Paolo Genovese, Paola Mammini i Rolando Ravello - Perfetti sconosciuti
- Francesca Marciano, Stefano Mordini i Valia Santella - Pericle il nero

### Millor actor protagonista
- Stefano Accorsi - Veloce come il vento
- Pierfrancesco Favino - Suburra
- Elio Germano - Alaska
- Claudio Santamaria - Lo chiamavano Jeeg Robot
- Riccardo Scamarcio - La prima luce i Pericle il nero

### Millor actriu protagonista
- Valeria Bruni Tedeschi i Micaela Ramazzotti - La pazza gioia
- Paola Cortellesi - Gli ultimi saranno ultimi
- Sabrina Ferilli - Io e lei
- Valeria Golino - Per amor vostro
- Monica Guerritore - La bella gente

### Millor actriu no protagonista
- Greta Scarano - Suburra
- Sonia Bergamasco - Quo vado?
- Valentina Carnelutti - La pazza gioia i Arianna
- Piera Degli Esposti - Assolo
- Milena Vukotic - La macchinazione

### Millor actor no protagonista
- Luca Marinelli - Lo chiamavano Jeeg Robot
- Claudio Amendola - Suburra
- Fabrizio Bentivoglio - Gli ultimi saranno ultimi, Forever Young i Dobbiamo parlare
- Peppino di Capri - Natale col boss
- Adriano Giannini i Massimiliano Gallo - Per amor vostro

### Millor fotografia
- Maurizio Calvesi - Non essere cattivo i Le confessioni
- Matteo Cocco - Per amor vostro i Pericle il nero
- Daniele Ciprì - Sangue del mio sangue
- Michele D'Attanasio - Lo chiamavano Jeeg Robot i Veloce come il vento
- Fabio Zamarion - La corrispondenza, La macchinazione i Assolo

### Millor vestuari
- Catia Dottori - La pazza gioia
- Daria Calvelli - Sangue del mio sangue
- Sandra Cardini - Milionari
- Veronica Fragola - Suburra
- Mary Montalto - Lo chiamavano Jeeg Robot

### Millor escenografia
- Paki Meduri - Alaska i Suburra
- Marco Dentici - L'attesa
- Maurizio Sabatini - La corrispondenza
- Massimiliano Sturiale - Lo chiamavano Jeeg Robot
- Tonino Zera - La pazza gioia

### Millor muntatge
- Gianni Vezzosi - Veloce come il vento
- Consuelo Catucci - Perfetti sconosciuti
- Giogiò Franchini - Per amor vostro
- Patrizio Marone - Suburra
- Cecilia Zanuso - La pazza gioia

### Millor so en directe
- Angelo Bonanni - Non essere cattivo
- Alessandro Bianchi - La pazza gioia
- Fulgenzio Ceccon - Le confessioni
- Carlo Missidenti - In fondo al bosco
- Alessandro Rolla - L'attesa

### Millor banda sonora
- Carlo Virzì - La pazza gioia
- Michele Braga i Gabriele Mainetti - Lo chiamavano Jeeg Robot
- Pasquale Catalano - Alaska
- Carlo Crivelli - Sangue del mio sangue
- Epsilon Indi - Per amor vostro

### Millor cançó
- Perfetti sconosciuti de Fiorella Mannoia, Bungaro i Cesare Chiodo interpretada per Fiorella Mannoia - Perfetti sconosciuti
- A cuor leggero de Riccardo Sinigallia (també interpret) - Non essere cattivo
- E tu dimane de Alessandro Siani interpretada per Antonio Rocco - Troppo napoletano
- La prima Repubblica de Checco Zalone - Quo vado?
- Torta di noi de Niccolò Contessa (també interpret) - La felicità è un sistema complesso

### Nastro d'oro
- Stefania Sandrelli

### Nastro europeu
- Juliette Binoche - L'attesa

### Nastro internacional
- Kevin Costner

### Nastro d'Argento especial
- Giuseppe Battiston, Anna Foglietta, Marco Giallini, Edoardo Leo, Valerio Mastandrea, Alba Rohrwacher i Kasia Smutniak amb una menció a la directora de càsting Barbara Giordani - Perfetti sconosciuti

### Nastro d'argento especial 70 anys
- Massimo Popolizio i Giuseppe Fiorello - Era d'estate
- Leo Gullotta pels 30 anys de Il camorrista
- Sabrina Ferilli pel seu compromís amb els problemes de la societat – Io e lei
- Marco D'Amore pel seu compromís amb els problemes de la societat - Un posto sicuro'

### Film de l'any
- Non essere cattivo a Valerio Mastandrea, Luca Marinelli i Alessandro Borghi

### Premi Nino Manfredi
- Carlo Verdone i Antonio Albanese - L'abbiamo fatta grossa

### Premi Guglielmo Biraghi
- Leonardo Pazzagli, Rimau Grillo Ritzberger, Valentina Romani i Alessandro Sperduti - Un bacio
- Matilda De Angelis - Veloce come il vento

#### Premi Biraghi Nuovo Imaie
- Moisé Curia - Abbraccialo per me i La nostra quarantena

### Premi especial
- Fiore

### Premi Graziella Bonacchi – Actor revelació de l'any
- Alessandro Borghi - Non essere cattivo i Suburra

### Nastri d'argento SIAE pels nous guionistes
- Piero Messina - L'attesa
- Alberto Caviglia - Pecore in erba
- Francesca Manieri - Veloce come il vento

### Premi dels patrocinadors

#### PremiHamiltonbehind the camera
- Gabriele Mainetti - Lo chiamavano Jeeg Robot

#### PremiPorsche 718Boxster - Tradizione e innovazione
- Maria Sole Tognazzi

#### PremiPersol– Personatge de l'any
- Alessandro Borghi i Luca Marinelli - Non essere cattivo

#### PremiWellaper la imatge
- Micaela Ramazzotti - La pazza gioia

#### PremiShiseidoper l'estil
- Valeria Bruni Tedeschi - La pazza gioia

### Millor documental
- Fuocoammare, de Gianfranco Rosi

### Corti d'argento

#### Millor curtmetratge
- Quasi eroi de Giovanni Piperno

#### Millor curtmetratge d'animació
- Panorama de Gianluca Abbate